# Halimium calycinum
El jaguarzo amarillo  (Halimium calycinum) es una especie  de la familia Cistaceae. 

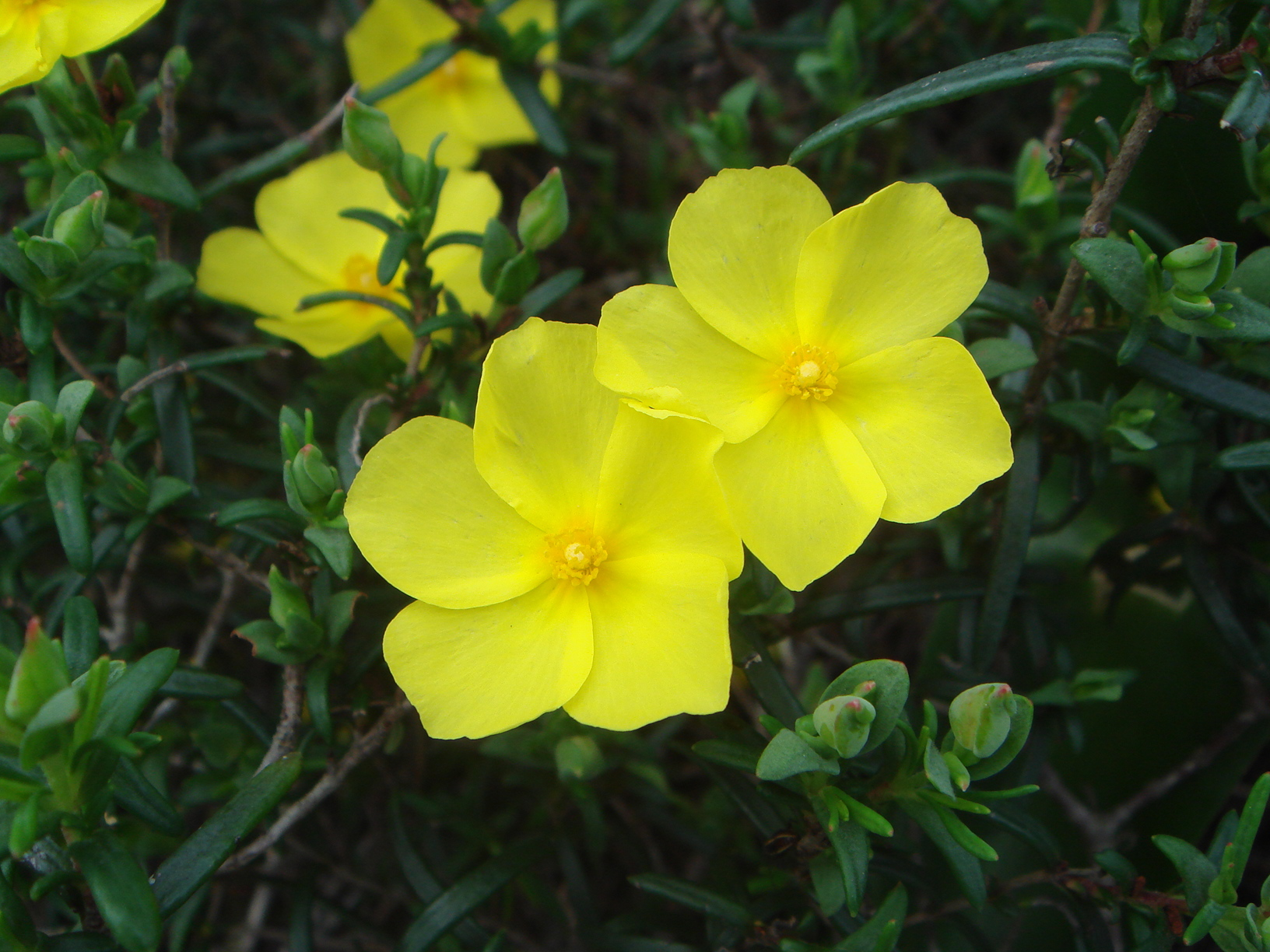
Detalle de la flor

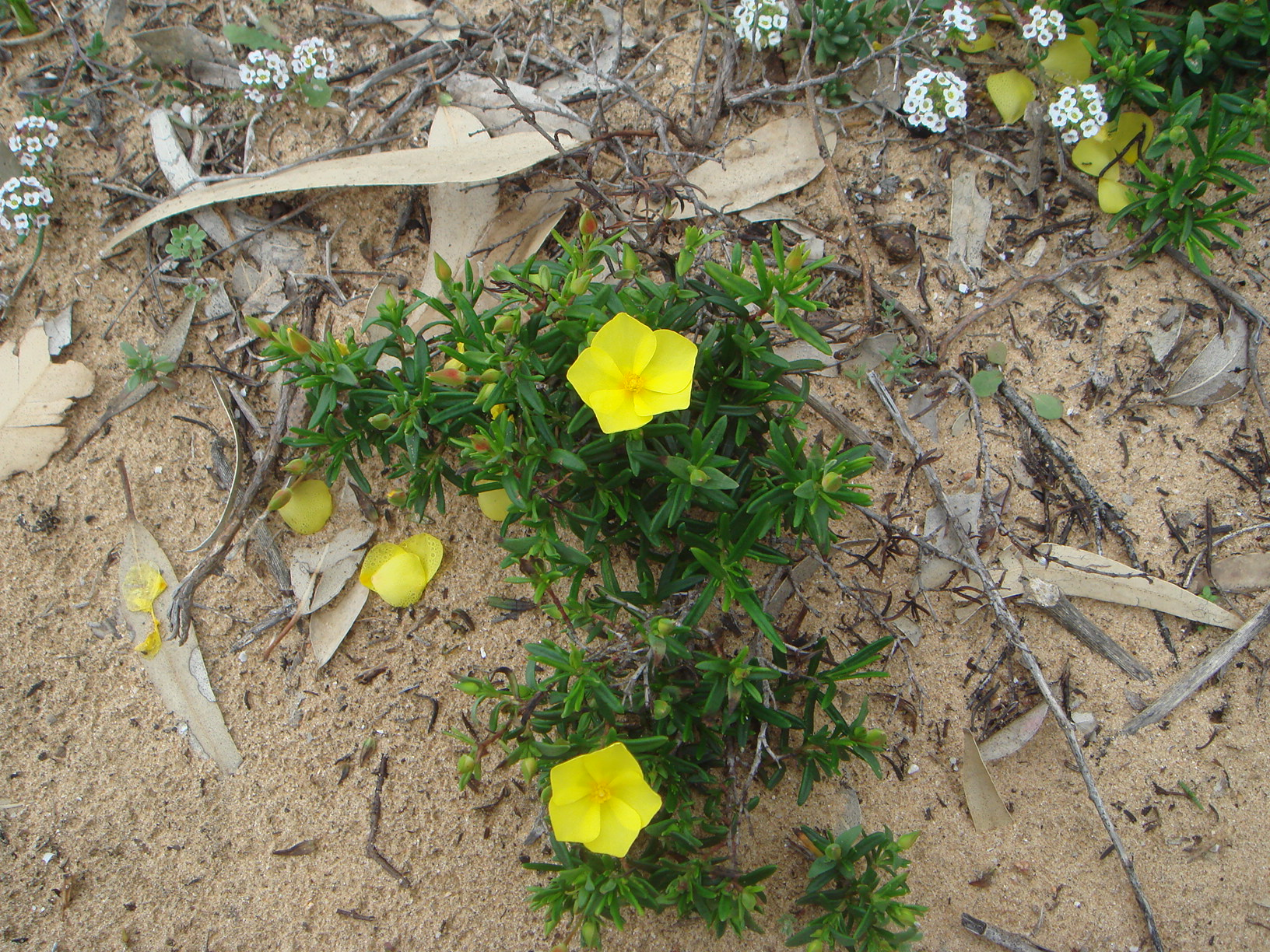
En su hábitat

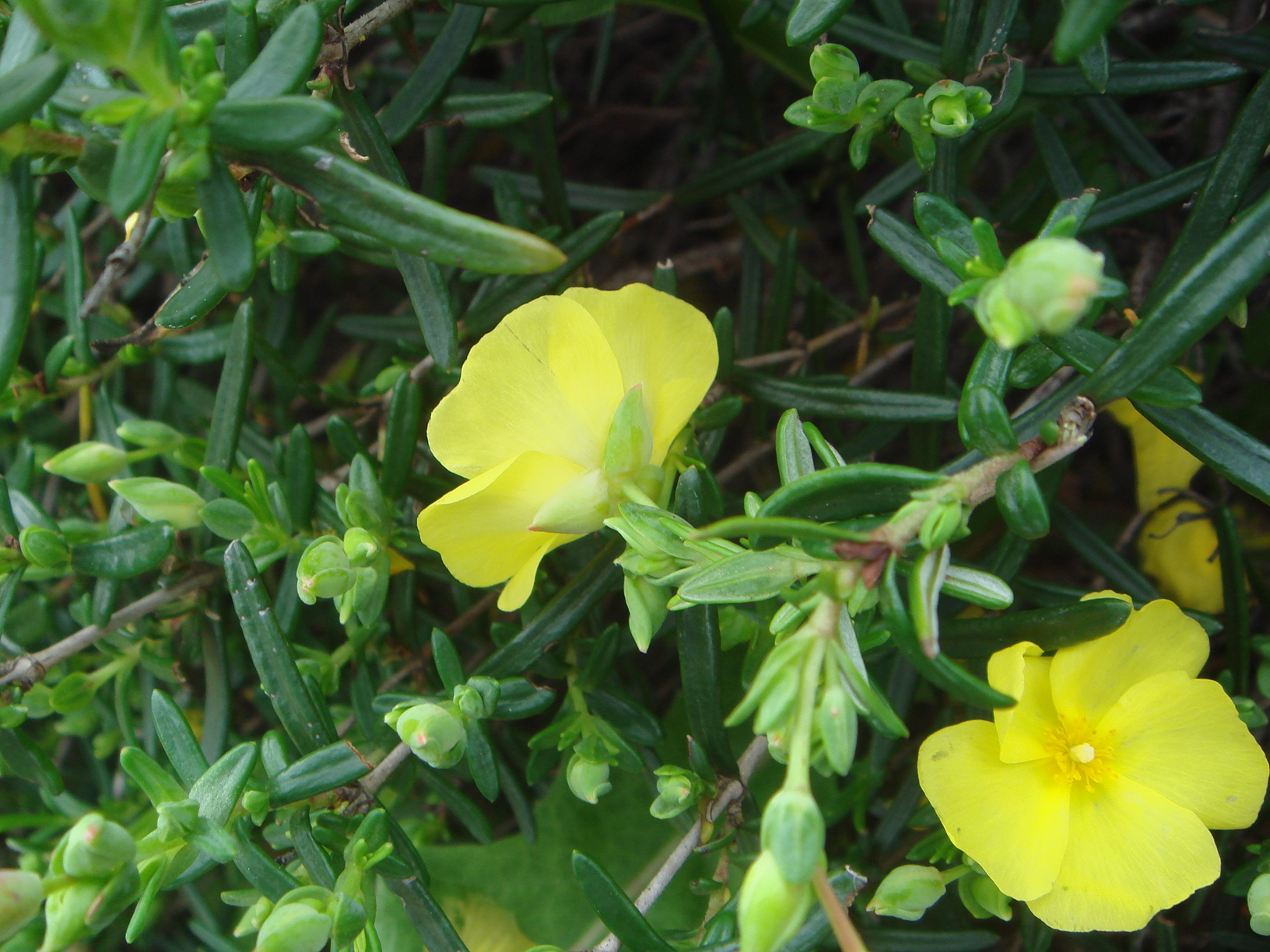
Vista de la planta

## Descripción
Matas de hasta 60 cm. Ramas con indumento de pelos simples. Hojas sentadas, verdosas; las de las ramas estériles de 13 cm x 1,5-3 mm, marcadamente revolutas; las de las ramas fértiles de c. 1 cm x 0,5 mm, ligeramente revolutas. Flores cortamente pediceladas, solitarias o en cimas de 2-5 flores. Cáliz con 3 sépalos glabros. Pétalos amarillos. Estilo muy corto. Cápsula con pelos estrellados. 2n = 18 (Huelva). Florece y fructifica de enero. a julio.

## Hábitat
Dunas próximas a la costa o terrenos arenosos del interior, desde el nivel del mar hasta unos 650 m de altitud.

## Distribución
Se extiende por el oeste, sudoeste y puntos aislados del centro de la península ibérica, tanto en España, como en Portugal, desde la provincia de Málaga a la de Douro Litoral; en el centro está en Toledo. Está protegida por ley en la Comunidad de Madrid,
donde se localiza en el suroeste  (Villamanta, Aldea del Fresno y áreas próximas a los ríos Perales y Alberche).
También en el noroeste de África.

## Taxonomía
Halimium calycinum fue descrita por (Linneo) K.Koch y publicado en Hortus Dendrologicus 31. 1853.
Etimología
Halimium: nombre genérico que proviene del griego hálimon, latinizado halimon = principalmente la orgaza o salgada (Atriplex halimus L., quenopodiáceas). Seguramente Dunal creó este nombre seccional del género Helianthemum, porque una de sus especies más características –Halimium halimifolium (L.) Willk.; Cistus folio Halimi de Clusio– tiene las hojas semejantes a las del halimon.
calycinum: epíteto latino que significa "con un notable cáliz".
Citología
Número de cromosomas de Halimium calycinum (Fam. Cistaceae) y táxones infraespecíficos:
2n=18
Sinonimia
- Halimium commutatum Pau
- Cistus calycinus L. basónimo[8]
- Fumana spachii Gren. & Godr.@
- Halimium atriplicifolium var. calycinum (L.) Font Quer & Maire
- Halimium papillosum Font Quer
- Helianthemum calycinum (L.) Desf.
- Stegitris calycinus (L.) Raf.[9]

## Nombre común
- Castellano: jaguarzo amarillo, meaoperrillo, romera.[9]